# Echiniscoides travei
Echiniscoides travei är en djurart som tillhör fylumet trögkrypare, och som beskrevs av Bellido och Bertrand 1981. Echiniscoides travei ingår i släktet Echiniscoides och familjen Echiniscoididae. Inga underarter finns listade i Catalogue of Life.